# کیبل (کالیفرنیا)
کیبل (به انگلیسی: Cable) یک منطقهٔ مسکونی در ایالات متحده آمریکا است که در شهرستان کرن، کالیفرنیا واقع شده‌است. کیبل ۱٬۰۸۸ متر بالاتر از سطح دریا واقع شده‌است.